# ツジツマ
『ツジツマ』は、テレビ朝日系列で2008年9月26日の23:15 - 24:10（JST）に放送されたテレビドラマ。

## 概要
芸能人にファーストシーン・ラストシーンが決まっている状態でオムニバスドラマを構成してもらうという内容のドラマ。なお制作したのは中川翔子・河本準一（次長課長）・中村中。そして、3つの物語の間にはその時間提供の会社の商品を使用するシーンを作るように命じられている。そしてCM中にはオムニバスドラマの登場人物が宣伝をするCMが流れた。ナビゲーターは吹越満。

## オムニバスドラマの内容

### 「魔法の天使 後藤幸男」
- 中川翔子制作。提供はNTTドコモ（魔法で携帯を出す）。
- ファーストシーン「ドアを開けると、世界一不幸な男の顔が鏡に映っていた」
- ラストシーン「そして、男は世界一幸せな顔で安らかな眠りについた」

世界一不幸な男・後藤幸男は、ある日不思議なセーラー服と杖を手に入れる。これで自分の欲望の為に魔法を使うと自分の寿命が、世界の為に使うと世界の寿命が減るというものだった。しかし、世の中が嫌いだった後藤は、世界の為に使いこの世界を消滅させようと試みるのだが、地球にとうとう隕石が衝突する危機が。よろこぶ後藤だが、しかし…

### 「壊れた家」
- 河本準一制作。提供は日産自動車（購入した車が日産・セレナ）。
- ファーストシーン「ドアを開けると、そこにいた全員の視線が私に向けられた」
- ラストシーン「そして、二人は拳銃で胸を撃ち抜かれた」

仕事で日々忙しい夫に嫌気がさしていた妻。そしてその二人の夫婦げんかをただ単にあきれてみる娘。この家庭は壊れていた。夫が新しい車を買った理由を聞いても、それは「接待の為」だった。そしてその後社運をかけた会議につき、プレゼンを見ている途中で次々にメールが届く。そこには、妻の盗撮写真があった。どうやら妻は狙われている。そう確信した夫は…

### 「マゼンタに気をつけろ」
- 中村中制作。提供はEPSON（プリンターで写真を印刷する）。
- ファーストシーン「ドアを開けると、そこに一着のウェディングドレスがあった」
- ラストシーン「そして、私はおとなしく手錠をかけられた」

彼氏と結婚間近のデザイナーは、上司にいつも嫌がらせさせられる毎日。どうやら上司は彼氏を気に入っているようで、自分が作ったデザインも、全て彼氏の手柄にする。そんな毎日だった。ある日、いきなり別れ話を告げられる。悲しみいっぱいで仕事場に向かうと、窓際で上司と彼氏がキスしているのが見える。怒りで狂った主人公は、驚きの行動にでる…

## キャスト
「魔法の天使 後藤幸男」
- 後藤幸男：正名僕蔵
- 里中さん：秋山莉奈
- 課長：須藤公一
- 先輩：安井順平
- 魔女：松嶋初音

「壊れた家」
- 主人公：近藤芳正
- 河本麻衣子：有森成実
- 河本葵：星井七瀬

「マゼンタに気をつけろ」
- 茜（マゼンタ・アカネ）：浅見れいな
- 水島誠也：柏原収史
- マゼンタ・クミコ：青田典子
- ちすん

## 主題歌
- 「あした晴れたら」　奥村初音

## スタッフ
- プロデューサー：川島保男
- 脚本：中川翔子、河本準一、中村中